# Invincible Presents: Atom Eve
Invincible Presents: Atom Eve es un videojuego de 2023 desarrollado por Terrible Posture Games y publicado por Skybound Games. Combina la jugabilidad de juegos de rol y novelas visuales.

## Jugabilidad
Los jugadores controlan a Atom Eve, un superhéroe del cómic Invincible y su serie animada. Los jugadores pueden personalizar los poderes de Eve usando un árbol de habilidades y tomar decisiones en una narrativa ramificada. Las elecciones de diálogo pueden afectar la trama y están cronometradas. Los jugadores ganan puntos de experiencia al derrotar enemigos y completar misiones. El combate se basa en turnos y las decisiones que toman los jugadores con respecto a los poderes de Eve afectan las opciones a las que tienen acceso. Por ejemplo, priorizar superpoderes que faciliten el diálogo puede dejar a Eve con menos opciones en el combate. Al igual que en Slay the Spire, los jugadores son conscientes del próximo movimiento de su enemigo. Pueden contrarrestar estos ataques gastando energía para realizar sus propios ataques. Si les sobra energía, se añade a su siguiente turno.

## Desarrollo
Skybound Games lanzó Invincible Presents: Atom Eve para Windows el 14 de noviembre de 2023. Estuvo disponible de forma gratuita la misma semana en el servicio de suscripción de Amazon Prime Gaming.

## Recepción
Invincible Presents: Atom Eve recibió críticas positivas en Metacritic. A RPGFan le gustó que se pudiera jugar sin conocimientos del cómic o la serie animada. Lo encontraron un poco corto, pero elogiaron la jugabilidad, los personajes, la banda sonora y las imágenes. Aunque Shacknews dijo que Atom Eve "se ciñe a algunos tropos de superhéroes predecibles", elogiaron la historia. También disfrutaron la jugabilidad y dijeron que los elementos de juego de rol ayudaron a diferenciarla de otras novelas visuales. Sports Illustrated dijo que no es tan buena como la serie animada pero que vale la pena jugarla.